# Charaxes georgius
Charaxes georgius är en fjärilsart som beskrevs av Otto Staudinger 1892. Charaxes georgius ingår i släktet Charaxes och familjen praktfjärilar. Inga underarter finns listade i Catalogue of Life.